# A Little Respect
A Little Respect – drugi singel brytyjskiego duetu Erasure z trzeciego albumu studyjnego The Innocents. Utwór jest bardzo lubiany, przez co był grany na prawie każdym koncercie zespołu.

## Lista utworów
EBX2.5 – A Little Respect
1. A Little Respect
2. Like Zsa Zsa Zsa Gabor
3. A Little Respect – Extended Mix
4. Like Zsa Zsa Zsa Gabor – Mark Freegard Mix
5. Love Is Colder Than Death
6. A Little Respect – Big Train Mix
7. Like Zsa Zsa Zsa Gabor – Rico Conning Mix